# Entheogeen

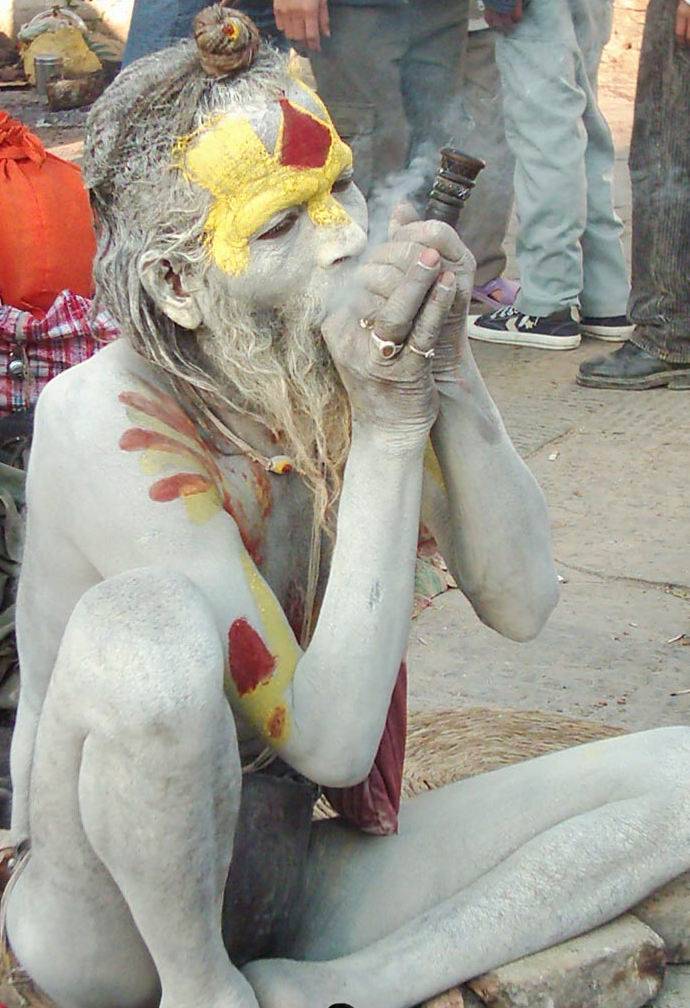
Een Sadhoe rookt een entheogeen op een feest van Shiva

Het bijvoeglijk naamwoord entheogeen betekent 'afkomstig van de god in onszelf'. Als zelfstandig naamwoord wordt de term gebruikt om psychoactieve stoffen aan te duiden die gebruikt worden in een religieuze of spirituele context.
Onder andere de volgende middelen worden als entheogeen gebruikt:
- Paddo's
- Marihuana
- Ayahuasca
- Mescaline
- LSD
- DMT
- 5-MeO-DMT
- Morning Glory-zaad
- Argyreia nervosa

Daarnaast kunnen ook andere rituelen en activiteiten een entheogene ervaring tot gevolg hebben, bijvoorbeeld:
- Een zweethutsessie
- Extreme lichamelijke inspanning
- Yoga
- Vasten
- Meditatie